# 許慶 (弘治進士)
許慶（1448年—？），字應禎，直隸常州府武進縣人，民籍，明朝政治人物。

## 生平
應天府鄉試第一百七名舉人。弘治三年（1490年）中式庚戌科會試第一百八名，三甲第一百七十一名進士。

## 家族
曾祖許公義；祖父許文禮；父許頤，母黃氏；繼母秦氏；繼母俞氏。慈侍下。